# Numéro sans frais
Un numéro sans frais ou numéro vert (aussi appelé numéro 800 ; en anglais, toll-free number, 800 number ou freephone number) est un numéro de téléphone qu'une personne peut composer gratuitement parce que le destinataire a accepté à l'avance de payer les frais de la communication.
Un numéro sans frais est identifié par un préfixe de numérotation qui peut dans certains pays être similaire à un indicatif régional. Par exemple, au Canada et aux États-Unis, le préfixe 800 indique qu'un numéro de téléphone est un numéro sans frais, ainsi le numéro 800-123-1234 est un numéro sans frais.

## Histoire
Les caractéristiques des services sans frais ont évolué à mesure que les réseaux téléphoniques sont passés de la commutation manuelle à des réseaux entièrement informatisés.

### Systèmes manuels d'appels sans frais
Avant le développement des services automatisés d'appels sans frais, de nombreuses compagnies de téléphone offraient une version manuelle du service.
Parmi les exemples d'appels sans frais assistés par un ou une téléphoniste, citons le service Zenith introduit dans les années 1950 par AT & T aux États-Unis et Bell Canada au Canada, ainsi que le service Freephone original introduit par la British Post Office en 1960 au Royaume-Uni,.
Les deux systèmes étaient semblables. L'appelant appelait la téléphoniste (par exemple, en signalant 100 au Royaume-Uni ou 0 au Canada et aux États-Unis) et demandait un numéro gratuit spécifique. Au Canada et aux États-Unis, l'appelant demandait un numéro comme Zenith 1-2345 (certaines zones utilisaient Enterprise ou WX au lieu de Zenith, mais toutes utilisaient le même modèle d'un nom de service suivi d'un nombre à cinq chiffres).
Au Royaume-Uni, l'appelant demandait à la téléphoniste de communiquer avec Freephone suivi d'un nom ou d'un numéro (par exemple, Freephone Crimebusters pour transmettre à la police des informations sur un crime).
Dans les deux cas, la téléphoniste cherchait le numéro géographique correspondant dans une liste et acheminait l'appel en le facturant au receveur.
Un numéro Zenith était généralement disponible dans une zone prédéfinie. La zone pouvait être limitée à quelques villes voisines ou pouvait être aussi grande qu'une province au Canada ou un état aux États-Unis. Le numéro Zenith était répertorié dans les annuaires téléphoniques de chaque communauté à partir de laquelle l'abonné acceptait les frais pour les appels entrants.
Jusqu'à l'introduction du service sans frais InWats par AT & T le 2 mai 1967 et les services Linkline (appelés plus tard Freefone) 0800 par British Telecom le 12 novembre 1985, la connexion manuelle par la téléphoniste était la façon standard d'acheminer un appel gratuit.
Plusieurs numéros Zenith et Freephone non automatisés ont été utilisés pendant de nombreuses années après que des systèmes automatisés (0800 au Royaume-Uni, 1-800 aux États-Unis et au Canada) aient été déployés pour de nouveaux numéros sans frais.

### Premiers systèmes de composition directe
Un service automatisé sans frais a été introduit par AT & T en 1966 (à l'intérieur des états) et en 1967 (entre les états) comme alternative aux appels à frais virés assistés par une téléphoniste et aux numéros Zenith ou Enterprise manuels. Ce service appelé Inward Wide Area Telephone Service (InWATS) [traduction littérale, service téléphonique étendu entrant)] permettait d'acheminer des appels directement de n'importe où dans une zone prédéfinie en composant le préfixe 1-800- suivi d'un numéro à sept chiffres.
Le système était primitif selon les normes modernes. Initialement, il ne permettait pas l'identification de l'appelant ni l'enregistrement des informations sur les appels. De plus, ce service primitif obligeait les abonnés à louer des lignes fixes coûteuses permettant un certain nombre d'heures d'appels entrants provenant d'un ou de plusieurs états américains ou provinces canadiennes.
Les premiers services InWATS 800 ne disposaient pas des fonctions de routage complexes offertes par les services téléphoniques sans frais modernes. Après que d'autres transporteurs aient été autorisés à concurrencer AT & T dans la fourniture de services d'interurbain sans frais, l'échange à trois chiffres suivant le préfixe 800 était lié à un transporteur et à un indicatif régional spécifiques ; les quatre derniers chiffres correspondaient à des bureaux de commutation téléphoniques et à des groupes de lignes téléphoniques spécifiques. Tous les appels étaient acheminés à une destination centrale avant d'être réacheminés à la destination finale ; il n'y avait aucun moyen de passer un appel sans frais vers un autre pays.
Malgré ses limites (et le coût relativement élevé des interurbains à cette époque), le système répondait aux besoins des grands utilisateurs tels que les chaînes hôtelières, les compagnies aériennes et les sociétés de location de voitures qui l'ont utilisé pour établir une présence véritablement nationale.
Pour les petites entreprises qui recevaient peu d'appels interurbains, le service InWATS original était prohibitif. Ce service reposait sur des lignes téléphoniques dédiées facturées à un tarif fixe élevé, il convenait donc uniquement aux gros utilisateurs.

### Systèmes de composition directe modernes
Les services sans frais modernes sont devenus possibles lorsque les compagnies de téléphone ont remplacé leurs systèmes de commutation électromécaniques par des systèmes de commutation informatisés. Cela a permis aux appels sans frais d'être acheminés en fonction d'informations situées dans des bases de données centrales.
Aux États-Unis, un ingénieur d'AT & T, Roy P. Weber, de Bridgewater, dans le New Jersey, a breveté une Data Base Communication Call Processing Method (traduction littérale, méthode de traitement des appels de communication basée sur une base de données) qui a été déployée par AT & T en 1982. Le numéro appelé était un index dans une base de données, ce qui permettait d'acheminer un appel sans frais n'importe où. Cette caractéristique et d'autres avancées informatiques ont permis à AT & T de proposer le service de numéro sans frais aux petites et moyennes entreprises à l'échelle nationale. Une fois ce service mis en place, il est devenu possible pour les très petites entreprises de permettre à des clients potentiels de les appeler gratuitement à un moment où les appels interurbains coûtaient cher. Jusqu'à cette date, le service de numéro sans frais n'était disponible que pour les grandes entreprises du Fortune 500.
Au Royaume-Uni, British Telecom a introduit Linkline le 12 novembre 1985. Plus besoin de sonner manuellement la téléphoniste : deux nouveaux préfixes, 0800 (un service automatisé sans frais qui est devenu Freefone) et 0345 (un service à frais partagés commercialisé en tant que Lo-Call parce qu'initialement ses tarifs ressemblaient à ceux des appels locaux), pouvaient être atteints par composition directe. Cable and Wireless a utilisé les préfixes 0500 et 0645, à peu près de la même manière, quelques années plus tard.

## Numéros sans frais en France
En France, les numéros sans frais font partie des numéros de téléphone français en 08. Le numéros en 08 sont différenciés par des couleurs :
- 0800 à 0805 : numéros verts (gratuits) ;
- 0806 à 0899 : numéros gris (banalisés) et magenta (majorés). Ces numéros sont payants[8]

### Code couleur
Les numéros verts sont entièrement gratuits pour l’usager, qui ne paie ni la communication ni le service.

## Numéro de prestige
Un numéro de prestige (aussi appelé numéro personnalisé ou numéro mnémonique) est un numéro de téléphone facile à retenir. Les lettres associées aux chiffres d'un tel numéro sur un combiné téléphonique épellent ou signifient quelque chose (par exemple, 1-800-TAXICAB) ou le numéro contient une suite de chiffres facilement mémorisable (par exemple, 1-800- 333-3333. Les numéros de prestige sont valorisés comme outils de branding et de réponse dans la publicité d'entreprise.
Aux États-Unis, les règlements de la Federal Communications Commission imposent que les numéros de prestige soient attribués selon le principe du premier arrivé, premier servi ; cela donne aux opérateurs de numéros de prestige qui s'inscrivent en tant que RespOrgs (en) un avantage important pour obtenir les numéros de téléphone les plus précieux, car ils ont prioritairement accès aux numéros nouvellement déconnectés et aux numéros des nouveaux indicatifs régionaux sans frais.
En Australie, les numéros de prestige, tels que les numéros de la série 13 ou les numéros associés à des mots, sont distribués aux enchères séparément de la procédure standard qui attribue les numéros de façon aléatoire.

### Utilisation partagée
Dans la téléphonie sans frais, un numéro à utilisation partagée est un numéro de prestige (généralement un mot qui permet de signaler un numéro en appuyant sur les touches des lettres du mot sur un combiné téléphonique), qui est loué à plusieurs entreprises locales dans le même secteur d'activité, mais situées dans différentes villes. Ces numéros sont disponibles en Australie (1300 et 1800) et en Amérique du Nord (1-800 et numéros semblables). Aux États-Unis, l'infrastructure RespOrg (en) est utilisée pour acheminer les appels vers différents fournisseurs en fonction de l'indicatif régional du numéro appelant.
À titre d'exemple, une compagnie de taxi peut louer l'utilisation partagée du numéro 1-800-TAXICAB dans une ville où le service n'est pas déjà loué. Le numéro appartient en réalité à une entreprise de Van Nuys, en Californie, mais il est redirigé au besoin vers les compagnies de taxi locales en fonction de l'indicatif régional de l'appelant.
Un autre exemple est le numéro 1-800-GREATRATE, un numéro à utilisation partagée loué à des prêteurs dans diverses villes du pays moyennant des frais mensuels.
Un concessionnaire Mercedes d'Owatonna, au Minnesota, a obtenu le numéro 1-800-MERCEDES, puis a chargé d'autres concessionnaires pour qu'ils puissent recevoir des appels à ce numéro provenant de leur région. Le constructeur automobile Mercedes a poursuivi sans succès le concessionnaire, alléguant une tromperie et une violation de marque de commerce,. Mercedes a finalement été forcé d'obtenir un numéro différent, le numéro 1-800-FOR-MERCEDES.
Une entreprise qui louait, sur la base d'utilisation partagée, le numéro 1-800-RED-CROSS à prix élevé à des sections locales de la Croix-Rouge a eu moins de chance. La Federal Communications Commission a réaffecté ce numéro à la Croix-Rouge en tant que réponse d'urgence lors de l'ouragan Katrina en 2005.
L'utilisation partagée peut être utilisée comme un moyen de contourner les restrictions sur l'entreposage, la thésaurisation et le courtage des numéros sans frais, car techniquement, le numéro n'est pas vendu, mais seulement loué, une ville ou une région à la fois. Cette pratique est néanmoins problématique, car elle laisse les entreprises locales utiliser des numéros qu'elles ne possèdent pas et pour lesquels elles n'ont donc aucune portabilité du numéro sans frais (en). Le coût par minute ou par mois est généralement beaucoup plus élevé pour un numéro à utilisation partagée que pour un numéro sans frais standard, et il y a peu de protection si la société gérant le numéro à utilisation partagée ne respecte pas ses obligations ou cesse ses opérations.
Il y a aussi des limites techniques à l'utilisation partagée. Les utilisateurs de voix sur IP en particulier sont difficiles à géolocaliser, car leurs appels peuvent être connectés au réseau téléphonique commuté à des centaines ou des milliers de kilomètres de leur emplacement réel. Un utilisateur de téléphone mobile itinérant ou un utilisateur de ligne hors circonscription est aussi connecté au réseau téléphonique à un endroit éloigné de son adresse physique.
Si un programme comme Crime Stoppers est intrinsèquement régional ou local, mais que son numéro national 1-800-222-TIPS est partagé entre plusieurs régions, le commutateur acceptant l'appel doit déterminer si l'appel appartient à une autre région et doit être capable de réacheminer l'appel à cette région.

## Service d'appel sans frais international et autres services internationaux
Le service d'appel sans frais international (en anglais, Universal International Freephone Service ou UIFN) est un service international auquel l'Union internationale des télécommunications attribue le code de pays 800. L'objectif de ce service est qu'un client n'importe où dans le monde puisse composer le même numéro pour atteindre gratuitement l'entreprise abonnée à ce numéro. Cependant, seul un nombre limité de pays participent à ce service. Pour participer, les pays doivent s'entendre sur la portion des frais de l'appel qui ira au pays générant l'appel et la portion qui ira au pays complétant l'appel.
Un numéro d'appel sans frais international est un numéro 800 international sans frais délivré par l'Union internationale des télécommunications. Comme un appel vers l'indicatif régional 800 dans le Plan de numérotation nord-américain aux États-Unis et au Canada et un numéro 0800 dans de nombreux autres pays, l'appel est gratuit pour l'appelant, et le destinataire paie les frais. Un numéro d'appel sans frais international utilise le code de pays 800 de l'Union internationale des télécommunications, de sorte que, peu importe où se trouve l'appelant, seuls le code d'accès international (en), le code de pays (800) et le numéro d'appel sans frais international à 8 chiffres doivent être composés.
Quelques transporteurs dans environ 65 pays participent au programme. Dans ces pays, l'accès gratuit à partir des téléphones mobiles et des téléphones publics n'est pas universel. L'enregistrement d'un numéro +800 entraîne des frais de 200 francs suisses (en 2013) payables à l'Union internationale des télécommunications, en plus des frais perçus par le transporteur du client. Le numéro doit être activé pour les appels entrants provenant d'au moins deux codes de pays dans un délai de 180 jours.
Le service d'appel sans frais international est semblable aux numéros interurbains sans frais tels que le service 800 au Canada et aux États-Unis, et les services Freephone dans la plupart des autres pays. Le service +800 international est l'un des trois codes non géographiques administrés par l'Union internationale des télécommunications, avec des schémas de numérotation similaires. Le service d'appel international à coût partagé +808 (en anglais, Universal International Shared Cost Number ou UISCN), facturé au prix d'un appel national, partage le même format à huit chiffres. Le service d'appel international avec supplément +979 (en anglais, Universal International Premium Rate Number ou UIPRN), facturé à un coût élevé, comporte un chiffre supplémentaire pour indiquer la fourchette du supplément.

## Quelques implantations nationales

### États-Unis
Les numéros sans frais du Plan de numérotation nord-américain (NANP) sont communément appelés numéros 800 d'après l'indicatif régional original qui était utilisé pour les composer. Les numéros sans frais utilisent maintenant plusieurs indicatifs régionaux : l'indicatif régional 800 (depuis le 1er janvier 1966), l'indicatif régional 888 (depuis le 1er mars 1996), l'indicatif régional 877 (depuis le 4 avril 1998), l'indicatif régional 866 (depuis le 29 juillet 2000), l'indicatif régional 855 (depuis le 9 octobre 2010), l'indicatif régional 844 (depuis le 7 décembre 2013) et l'indicatif régional 833 (depuis le 22 avril 2017). Les indicatifs régionaux réservés pour des expansions futures sont l'indicatif 822, les indicatifs 880 à 887 et l'indicatif 889.
Les services numéro Zenith et Wide Area Telephone Service sont obsolètes. Les numéros sans frais américains sont contrôlés par une base de données de réseau intelligent (la base de données SMS/800 (en)) grâce à laquelle un numéro sans frais peut être dirigé vers un numéro local, un numéro interurbain, un T-carrier ou une ligne d'accès primaire RNIS (en anglais, Primary Rate Interface) sous le contrôle d'un des différents RespOrgs.